# Bathyvargula
Bathyvargula is een geslacht van kreeftachtigen uit de klasse van de Ostracoda (mosselkreeftjes).

## Soorten
- Bathyvargula parvispinosa Poulsen, 1962
- Bathyvargula walfordi Poulsen, 1962